# Поликанин, Евгений Иванович
Евгений Иванович Поликанин (8 ноября 1932, Ураково, Желтухинский район, Московская область, РСФСР — 15 мая 2013, Москва, Россия) — советский стрелок и тренер по биатлону и пулевой стрельбе, заслуженный тренер СССР (1962).

## Биография
В 1957 году окончил ГЦОЛИФК. Чемпион мира по стрельбе из пистолета с 50 метров в командном зачёте (1954), многократный призёр международных и всесоюзных соревнований. Заслуженный мастер спорта по пулевой стрельбе (1990). Заслуженный тренер СССР (1962) и России (1992).
Старший тренер сборной СССР по биатлону на зимних Олимпийских играх в Скво-Велли (1960), и Инсбруке (1964); тренер сборной СССР по стрельбе на летних Олимпийских играх в Мехико (1968) и Мюнхене (1972). В 1970 году был признан лучшим тренером Советского Союза по пулевой стрельбе.
Принимал активное участие в подготовке и проведении Олимпийских игр в Москве (1980) в должности главного специалиста Управления спортивных программ Оргкомитета. С 1970 года входил в состав руководящих органов Международного стрелкового союза. В дальнейшем был членом исполкома Олимпийского комитета России (ОКР).
В 1992—2002 годах — президент Стрелкового союза России. Затем — советник президента ОКР.

## Награды и звания
- Награждён орденами Дружбы народов, «Знак Почёта», Серебряным Олимпийским орденом МОК (2000), медалями «За трудовую доблесть», «За трудовое отличие», двумя золотыми медалями Международного стрелкового союза (ISSF), почётными знаками «За заслуги в развитии физической культуры и спорта» СССР и России, «За заслуги в развитии олимпийского движения в России».
- Лауреат премии Совета Министров СССР (1980).